# Hatsukawa Minami
Hatsukawa Minami (初川 みなみ (Sơ-Xuyên Nam) 19 tháng 1 năm 1995 –) là một nữ diễn viên khiêu dâm người Nhật Bản. Cô thuộc về công ti T-Powers.

## Sự nghiệp
Cô sinh ra tại Fukuoka. Vào tháng 3/2014, cô ra mắt ngành phim khiêu dâm với tư cách là nữ diễn viên độc quyền của MOODYZ.
Năm 2015, cô được đề cử cho giải Nữ diễn viên mới xuất sắc nhất của  Giải thưởng dành cho phim người lớn DMM.R18 2015, và bộ phim ra mắt của cô nhận giải Hình ảnh tốt nhất trong hạng mục băng đĩa cho thuê.
Tháng 6/2019, Hatsukawa Minami, Hatsumi Rin, Yamai Suzu thành lập nhóm Lyrical Planet. Ngày 13/7, nhóm tổ chức buổi ra mắt phát trực tiếp tại Sofmap Akihabara. Cô tốt nghiệp nhóm vào ngày 6/3/2020 vì khó khăn trong xếp lịch làm việc và để cân bằng với công việc chính của bản thân.
Tháng 12/2020, cô xếp thứ 11 trong bảng "FLASH 2020 BEST100 diễn viên đang hoạt động gợi cảm nhất" được bầu chọn bởi độc giả. Tháng 4/2021, cô xếp thứ 16 trong bảng "bầu cử nữ diễn viên phim khiêu dâm SEXY đang hoạt động 2021" của Asahi Geino.
27/5/2021, cô thông báo cô sẽ nghỉ việc trên tài khoản Twitter (ngày nghỉ việc chính xác sẽ thông báo sau). Tháng 8 cùng năm, cô xếp thứ 50 trong "Bảng xếp hạng FLASH 2021 diễn viên nữ gợi cảm chọn bởi 300 độc giả".
Sau khi thông báo nghỉ việc, cô hủy hợp đồng trước khoảng một năm và nói "Tôi muốn đóng phim cho nhiều nhà sản xuất vì đây là lần cuối". Tuy vậy, bộ phim đánh dấu nghỉ việc của cô vẫn thuộc độc quyền cho MOODYZ.
Lí do nghỉ việc của cô là "Tôi không muốn tiếp tục làm trong một thời gian dài, nhưng tôi vẫn tiếp tục đóng" và "đây là lựa chọn giữa lúc đang xuống dốc".
Tháng 12/2021, cô nhận giải đặc biệt của Giải Pre-Adult hàng tuần 2021. Cô xếp thứ 8 trong bảng xếp hạng nữ diễn viên khiêu dâm nửa cuối năm 2021 theo thông cáo hàng tháng của FANZA。
3/5/2022, cô phát hành bộ phim đánh dấu nghỉ việc. Sau khi nghỉ việc, cô có kế hoạch trở lại cuộc sống bình thường mà không hoạt động nghệ thuật, nhưng cô vẫn thuộc về công ti chủ quản và tiếp tục hoạt động blog cho người hâm mộ và trên mạng xã hội.

## Đời tư
Lần đầu quan hệ tình dục của cô là vào năm hai cấp hai. Cô tham gia ngành phim khiêu dâm vì được một người quen giới thiệu khi mới học đại học. Theo một buổi phỏng vấn trong phim đánh dấu nghỉ việc của cô, những học sinh cùng trường đã nhận ra cô khá sớm sau khi vào ngành, và nó đã trở thành tin đồn trong các học sinh khác, nhưng cô tiếp tục tham gia hoạt động trường lớp mà không lo lắng và tốt nghiệp đại học an toàn.
Sở thích và kĩ năng đặc biệt của cô là xem đĩa DVD và chơi bóng chuyền. Nói đơn giản là cô không có sở thích, nhưng cô bắt đầu yêu thích phim kinh dị sau khi đến Disneyland.